# カルロス・イサーク
カルロス・イサーク・ムニョス・オベレホ（Carlos Isaac Muñoz Obejero、1998年4月30日 - ）は、スペイン・エストレマドゥーラ州ナバルモラル・デ・ラ・マタ出身のサッカー選手。アルバセテ・バロンピエ所属。ポジションはDF。

## クラブ歴
2015年に17歳でアトレティコ・マドリードのカンテラに入団し、2018年4月1日、ラ・リーガのデポルティーボ・ラ・コルーニャ戦でトップチームデビューを果たした。
2020年8月29日、デポルティーボ・アラベスと3年契約を交わし、契約後はアルバセテ・バロンピエにレンタル移籍をすることが発表された。翌2021-22シーズンはレアル・オビエドへレンタル移籍をした。
2022年8月4日、FCヴィゼラに3年契約で移籍した。
2023年1月17日、古巣アルバセテ・バロンピエへ復帰し、2年半契約を交わした。